# Svanemøllen
Svanemøllen er navnet på en S-togsstation og et bymæssigt kvarter i på Ydre Østerbro i den nordøstlige del af Københavns Kommune, hvor Kystbanen og S-banen passerer under Strandvejen.
I dag bruges navnet som synonymt med kvarteret, men oprindeligt var her en vindmølle, der senere blev suppleret med dampkraft. Dens øverste top brændte i 1892, mens underdelen, et værtshus, der blev frekventeret af værnemagtens tropper, blev saboteret i 1944.
Her ligger også en kloakpumpestation, hvis udluftningstårn er udformet som en minaret (1906 af Hans Wright). På et stort areal, der blev opfyldt i årene 1911-18, findes et villakvarter, remise- og rangerarealer samt Svanemølleværket. Neden for ligger Svanemøllehavnen, der er Danmarks største lystbådehavn. I juni 2010 blev Svanemøllestranden indviet. Stranden er en kunstigt anlagt strand tegnet af Thing & Wainø landskabsarkitekter, White arkitekter og Rambøll ingeniører.
I området omkring Svanemøllen ligger også Komponistkvarteret. Svanemøllen har også givet navn til Svanemøllevej, Svanemøllebroen, Svanemøllehallen og Svanemøllens Kaserne.
55°42′56″N 12°34′41″Ø / 55.71556°N 12.57806°Ø